# 绮陌街道
绮陌街道，是中华人民共和国贵州省毕节市织金县下辖的一个街道办事处。
2013年5月20日，贵州省人民政府批复同意撤销绮陌乡，设置绮陌街道办事处，办事处驻陡岩村。

## 行政区划
绮陌街道下辖以下地区：
陡岩村、三架山村、中坝村、中营村、墨峰村、平桥村、二塘村、金山村、河坝村、阿烈村、轿子村、箐脚村、岭岗村、布寨村、大沟村和兴荣村。